# Final da Copa do Brasil de Futebol de 1996
A final da Copa do Brasil de Futebol de 1996 foi decidida por Cruzeiro e Palmeiras em duas partidas. O primeiro jogo, realizado no Mineirão, terminou empatado em 1 a 1. No segundo duelo, no Palestra Itália, os cruzeirenses fizeram 2 a 1 e conquistaram pela segunda vez o torneio.

## Antecedentes
A final da Copa do Brasil de 1998 foi a segunda final do Cruzeiro e a primeira do Palmeiras.
| Equipe    | Aparições em finais anteriores (negrito indica vencedores) |
| --------- | ---------------------------------------------------------- |
| Palmeiras | 0                                                          |
| Cruzeiro  | 1 (1993)                                                   |

## Campanhas
| Cruzeiro      | Cruzeiro     | Cruzeiro                 | Fase             | Palmeiras        | Palmeiras    | Palmeiras            |
| Adversário    | Agregado     | Jogos                    | Fase             | Adversário       | Agregado     | Jogos                |
| ------------- | ------------ | ------------------------ | ---------------- | ---------------- | ------------ | -------------------- |
| Não Disputou  | Não Disputou | Não Disputou             | Primeira fase    | Não Disputou     | Não Disputou | Não Disputou         |
| Juventus-AC   | 5 – 1        | 1 – 1 (F); 4 - 0 (C)     | Segunda fase     | Sergipe          | 8 – 0        | 0 – 8 (F)            |
| Vasco da Gama | 7 – 3        | 2 – 6 (F); 1 – 1 (C)     | Oitavas de final | Atlético Mineiro | 7 – 1        | 1 – 2 (F); 5 – 0 (C) |
| Corinthians   | 6 – 2        | 4 – 0 (C); 3 – 2 (F)     | Quartas de final | Paraná           | 5 – 1        | 2 – 0 (C); 1 – 3 (F) |
| Flamengo      | 1 – 1        | 1 – 1 (F); 0 – 0 (C)(gf) | Semifinal        | Grêmio           | 4 – 3        | 3 – 1 (C); 1 – 2 (F) |

Legenda: (C) casa; (F) fora
Referências:

## Partida de Ida
| 14 de junho de 1996 | Cruzeiro          | 1 – 1 | Palmeiras   | Mineirão, Belo Horizonte                                              |
|                     | Marcelo Ramos 61' |       | Cláudio 11' | Público: 68,763 Renda: R$966.415,00 Árbitro: Antônio Pereira da Silva |

| Cruzeiro | Palmeiras |

| G              | ' | Dida           |                               |                 |
| LD             | ' | Vitor          | Penalizado com cartão amarelo |                 |
| Z              | ' | Jean Elias     |                               |                 |
| Z              | ' | Célio Lúcio    |                               |                 |
| LE             | ' | Nonato         |                               |                 |
| M              | ' | Fabinho        |                               |                 |
| M              | ' | Ricardinho     | Penalizado com cartão amarelo |                 |
| M              | ' | Palhinha       |                               |                 |
| A              | ' | Uéslei         |                               | Substituído     |
| A              | ' | Marcelo Ramos  |                               | Substituído     |
| A              | ' | Cleisson       |                               |                 |
| Substituições: |   |                |                               |                 |
| A              | ' | Luiz Fernando  |                               | Entrou em campo |
| A              | ' | Roberto Gaúcho |                               | Entrou em campo |
| Treinador:     |   |                |                               |                 |
| Levir Culpi    |   |                |                               |                 |

| G                    | ' | Velloso      |                               |                 |                 |
| LD                   | ' | Gustavo      | Penalizado com cartão amarelo |                 |                 |
| Z                    | ' | Cláudio      |                               |                 |                 |
| Z                    | ' | Cléber       | Penalizado com cartão amarelo |                 |                 |
| LE                   | ' | Júnior       | Penalizado com cartão amarelo |                 |                 |
| M                    | ' | Galeano      | Expulso                       |                 |                 |
| M                    | ' | Amaral       |                               |                 |                 |
| M                    | ' | Marquinhos   |                               | Substituído     |                 |
| M                    | ' | Elivélton    |                               |                 |                 |
| A                    | ' | Rivaldo      | Penalizado com cartão amarelo |                 |                 |
| A                    | ' | Luizão       |                               |                 |                 |
| Substituições:       |   |              |                               |                 |                 |
| Z                    | ' | Roque Júnior |                               |                 | Entrou em campo |
| M                    | ' | Reinaldo     |                               | Entrou em campo | Substituído     |
| Treinador:           |   |              |                               |                 |                 |
| Vanderlei Luxemburgo |   |              |                               |                 |                 |

Referências:

## Partida de Volta
| 19 de junho de 1996 | Palmeiras | 1 – 2 | Cruzeiro                               | Palestra Itália, São Paulo                          |
|                     | Luizão 5' |       | Roberto Gaúcho 25' · Marcelo Ramos 83' | Público: 29,139 Árbitro: Sidrack Marinho dos Santos |

| Palmeiras | Cruzeiro |

| G                    | 1  | Velloso     |                               |                 |
| LD                   | 2  | Cafu        |                               |                 |
| Z                    | 4  | Cléber      |                               |                 |
| Z                    | 6  | Cláudio     | Penalizado com cartão amarelo | Substituído     |
| LE                   | 5  | Júnior      | Penalizado com cartão amarelo |                 |
| M                    | 3  | Sandro Blum | Penalizado com cartão amarelo |                 |
| M                    | 8  | Amaral      |                               |                 |
| M                    | 7  | Marquinhos  |                               | Substituído     |
| M                    | 9  | Djalminha   |                               |                 |
| A                    | 11 | Rivaldo     |                               |                 |
| A                    | 10 | Luizão      | Penalizado com cartão amarelo |                 |
| Substituições:       |    |             |                               |                 |
| Z                    | 12 | Reinaldo    |                               | Entrou em campo |
| A                    | 13 | Cris        |                               | Entrou em campo |
| Treinador:           |    |             |                               |                 |
| Vanderlei Luxemburgo |    |             |                               |                 |

| G              | 1  | Dida           |                               |                 |
| LD             | 2  | Vitor          |                               |                 |
| Z              | 3  | Gélson Baresi  |                               |                 |
| Z              | 4  | Célio Lúcio    |                               |                 |
| LE             | 5  | Nonato         |                               |                 |
| M              | 6  | Fabinho        | Penalizado com cartão amarelo |                 |
| M              | 8  | Cleisson       |                               |                 |
| M              | 7  | Ricardinho     |                               |                 |
| M              | 10 | Palhinha       |                               | Substituído     |
| A              | 9  | Marcelo Ramos  |                               |                 |
| A              | 11 | Roberto Gaúcho |                               |                 |
| Substituições: |    |                |                               |                 |
| M              | 12 | Edmundo        | Penalizado com cartão amarelo | Entrou em campo |
| Treinador:     |    |                |                               |                 |
| Levir Culpi    |    |                |                               |                 |

Referências:

## Premiação
| Copa do Brasil 1998               |
| --------------------------------- |
| CRUZEIRO Campeão 2º título - 1996 |

O campeão Cruzeiro além de ter levado o título, a vaga para Copa Libertadores da América de 1997 ainda faturou duzentos mil reais e o Palmeiras cem mil reais.